# シャテル＝ギヨン
シャテル＝ギヨン （Châtel-Guyon）は、フランス、オーヴェルニュ＝ローヌ＝アルプ地域圏、ピュイ＝ド＝ドーム県のコミューン。クレルモン＝フェラン人口密集地に属する温泉地である。住民の自称はシャテル＝ギヨネであるが、歴史的・地理的理由から非常に多くブレイヨーと呼ばれる。現在の地名のつづりは古いものではなく、2007年から使用されている。

## 地理
クレルモン＝フェランの北20km、リオンの北西7km、ピュイ・ド・ドームからは32kmの距離である。サンドン川沿いに町並みが広がる。

## 由来
シャテル＝ギヨン住民は自らをブレイヨーと呼ぶが、これは町の周囲に広がるブレイヨー地方（Brayaud）にちなんでのものである。シャテル＝ギヨンという名称の語源は『ギドンの城』（château de Guidon）で、ギドンとはオーヴェルニュ伯ギィ2世のことである。

## 歴史

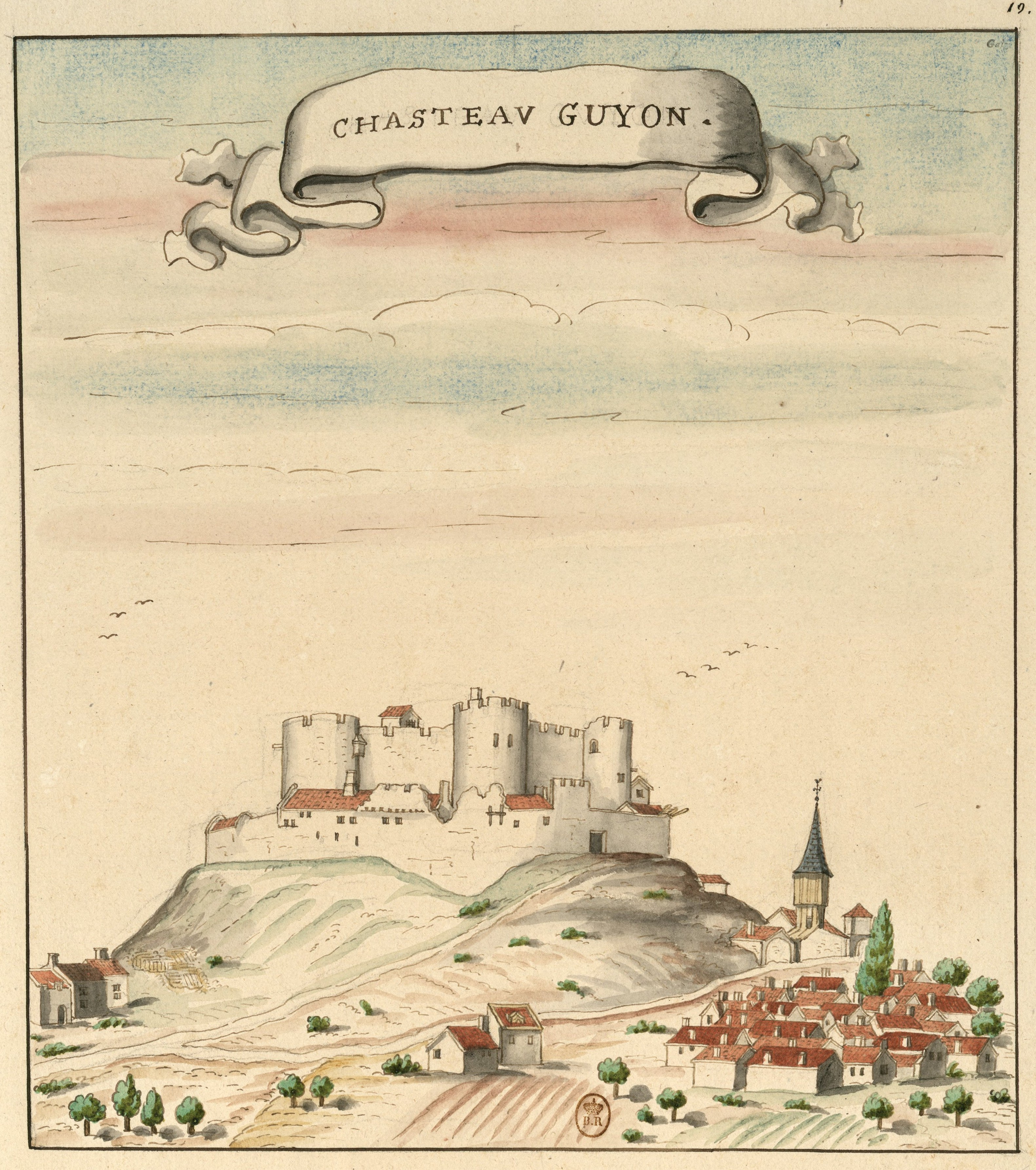
1450年代に描かれたデッサン画

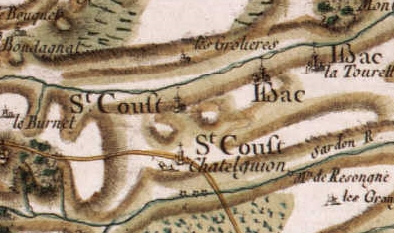
サン・クスト小修道院とサン・クスト・シャテルギヨンの村。1777年代のカッシーニ地図より

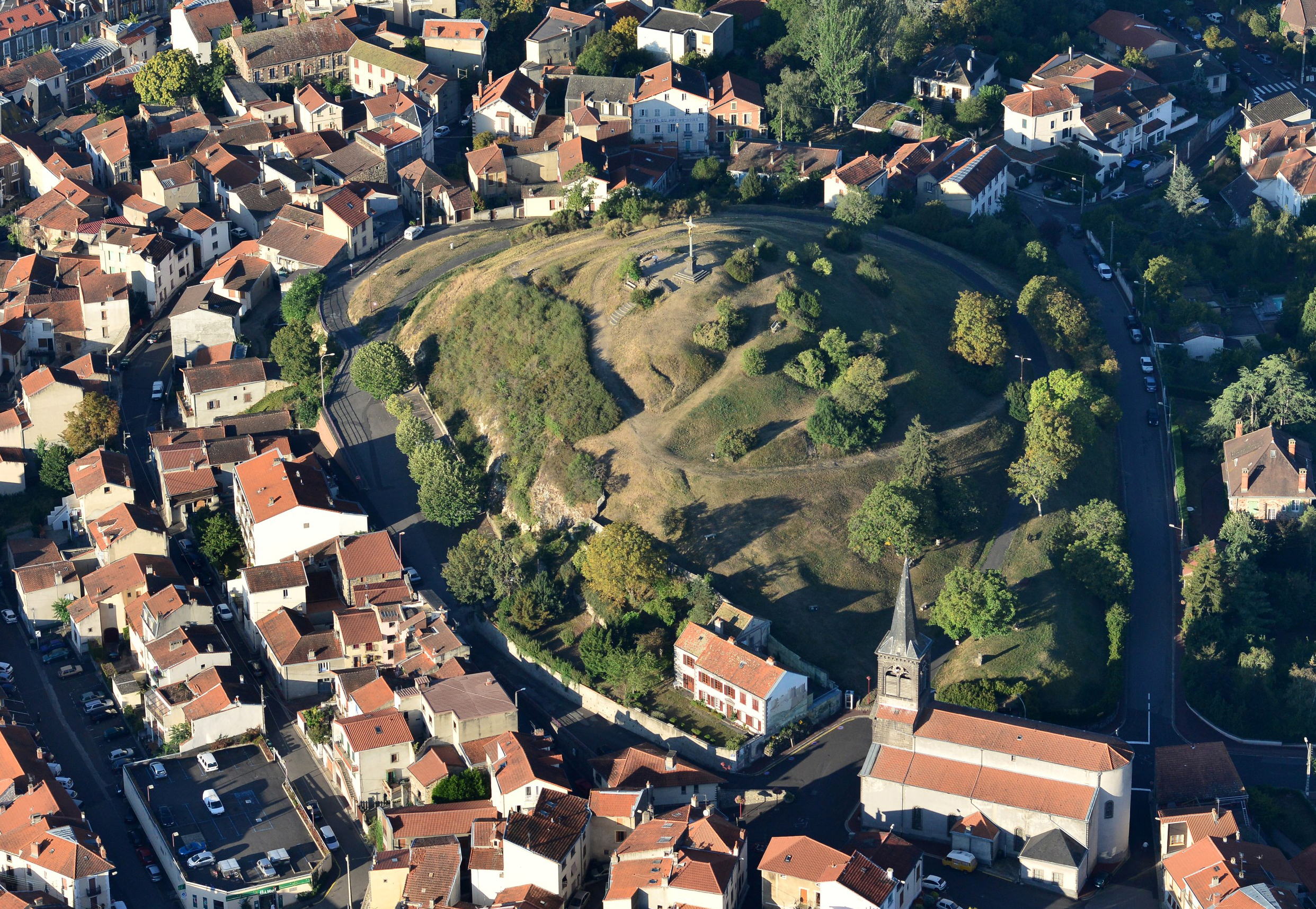
上空から眺めた十字架の丘と町並み

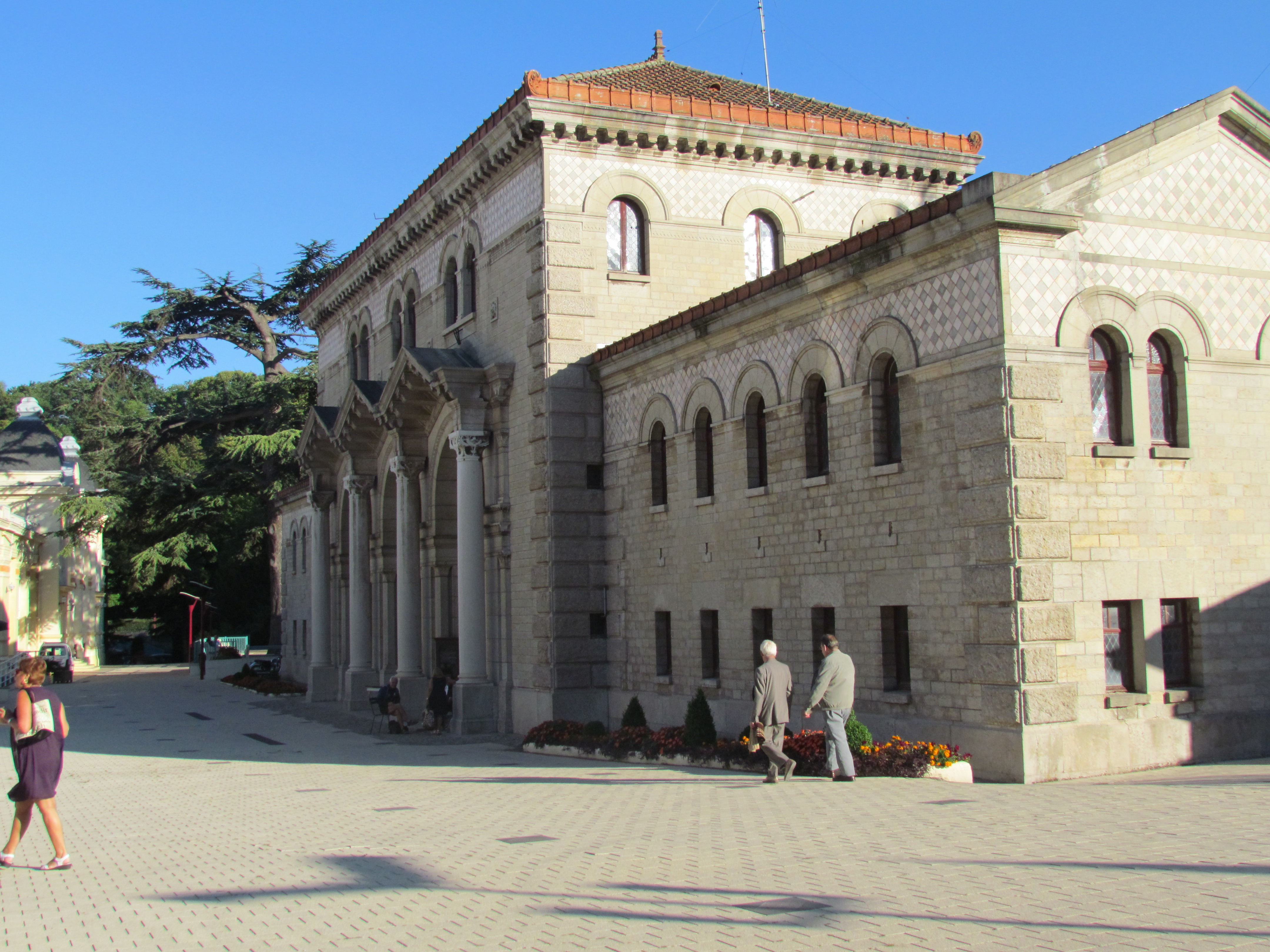
グラン・テルム

シャテル＝ギヨンの名のもととなったオーヴェルニュ伯ギィ2世は、1185年にリオンを守るためカルヴェールの丘に砦を築いた。現在は失われてしまっている城は、1450年代のギヨーム・ルヴェルのデッサンが示すように、正方形の囲い地に3本の円形の塔が隣接していた。
クレルモン司教で弟のロベールとギィ2世はたくさん口論した。したがって、フランス王フィリップ2世は領地を没収し、モールモン家の相続人であったジェロー・ド・モールモンが家督を相続すると彼に与えた。
Castellum Guidonisと呼ばれた村は15世紀にChâteauguionとなり、17世紀にChastelguion、19世紀にChâtel-Guyonとなった。
シャテル＝ギヨンのグロリエ集落の南に、小修道院と呼ばれる道の途中、サン・クスト小修道院の遺構がいくらか残っている。この小修道院は、ハドリアヌス4世のもとでモザック修道院が創設している。
1165年の別の教皇教書では、アレクサンデル3世はサン・クストがモザック修道院に属すことを確認している。この教会はEcclesiam de Sana-Culturaと呼ばれ、フランス語でサン・クストとなった。
ラテン語のsana culturaとは、その地で行われていた農業活動を指して『健やかで良い文化』、または『賢明な崇敬』という。
教会や小修道院の建物は17世紀終わりから打ち捨てられていたようである。1721年、修理がされていないことを理由に、司教は荒廃した建物と墓地の使用を禁止した。
シャテル＝ギヨンの村の建設は、他のスパとは異なる。オーヴェルニュの他の水源の町のように、ガロ＝ローマ時代から水源の周囲に築かれたのではなく、むしろ農民たちが保護を求めた十字架の丘の周りにあった。農民の生活はワイン生産を中心としていた。十字架はオーヴェルニュ伯ギィ2世が建設した砦のあった場所を示す。
1817年、コミューンは浴場建設を決定する。老朽化した資産を改修できなくなった自治体は、有名なブロソン兄弟に水源を委託した。フランスの他のスパのように、シャテル＝ギヨンも1901年にカジノ建設を選択した。1906年、古い施設に替わるグラン・テルムが完成する。グラン・テルムはオーヴェルニュのロマネスク美術に触発された設計だった。グラン・テルムは4つの建物で構成されていた。入り口のホールと両翼は浴場専用であり、アトリウムと一緒だった。ホールは200平方メートルの面積、高さが9mあり、優雅に湾曲した2つの階段を備えた。床はモザイクや砂岩のタイルで覆われた。壁は多彩色のタイルや、金色や緑色、青色のエナメルで装飾された。
『狂乱の20年代』と呼ばれた時代には、スルタンやアラビアの王、アフリカの名士やインドのマハラジャたちが滞在した。シャテル＝ギヨンの水は、そのマグネシウム含有量からヨーロッパで独特のものだった。
スパでは消化系や尿路、そして代謝疾患の治療を専門としている。2008年11月以来、スパではリューマチによる硬化防止治療を認められている。
シャテル＝ギヨンとサンティポリートの2つのコミューンは2段階の過程をえて合併した。1973年、コミューンとして首長代理をおいたままサンティポリートはシャテル＝ギヨンと合併した。そして2007年6月に2つのコミューンは単純に合併した。

## 人口統計
1975年の国勢調査より、合併したサンティポリートの人口が含まれている。
| 1962年 | 1968年 | 1975年 | 1982年 | 1990年 | 1999年 | 2006年 | 2012年 |
| ------ | ------ | ------ | ------ | ------ | ------ | ------ | ------ |
| 2792   | 2982   | 3530   | 4386   | 4743   | 5241   | 6133   | 6100   |

source=1999年までLdh/EHESS/Cassini、2004年以降INSEE

## 史跡
- シャテル＝ギヨン駅 - 1912年完成。リヨン駅を参考にしている。リオン-シャテル＝ギヨン線の終点駅だった。現在は野外劇場を備えた文化センターとなり、文化行事や結婚式の会場として利用されている。
- 劇場 - ベル・エポックの象徴的建物で、2003年に歴史文化財指定。大戦後にはジャック・ブレル、リーヌ・ルノー、ダリダなど多くの公演が行われた。2004年に閉鎖され、2009年にコミューンが建物を購入。2013年より修復作業が始まった。
- サンタンヌ教会 - 1845年、十字架の丘に建設。1956年の修復事業で天井のフレスコ画を担当したのはエストニアからの亡命者ニコラ・グレシュニー。

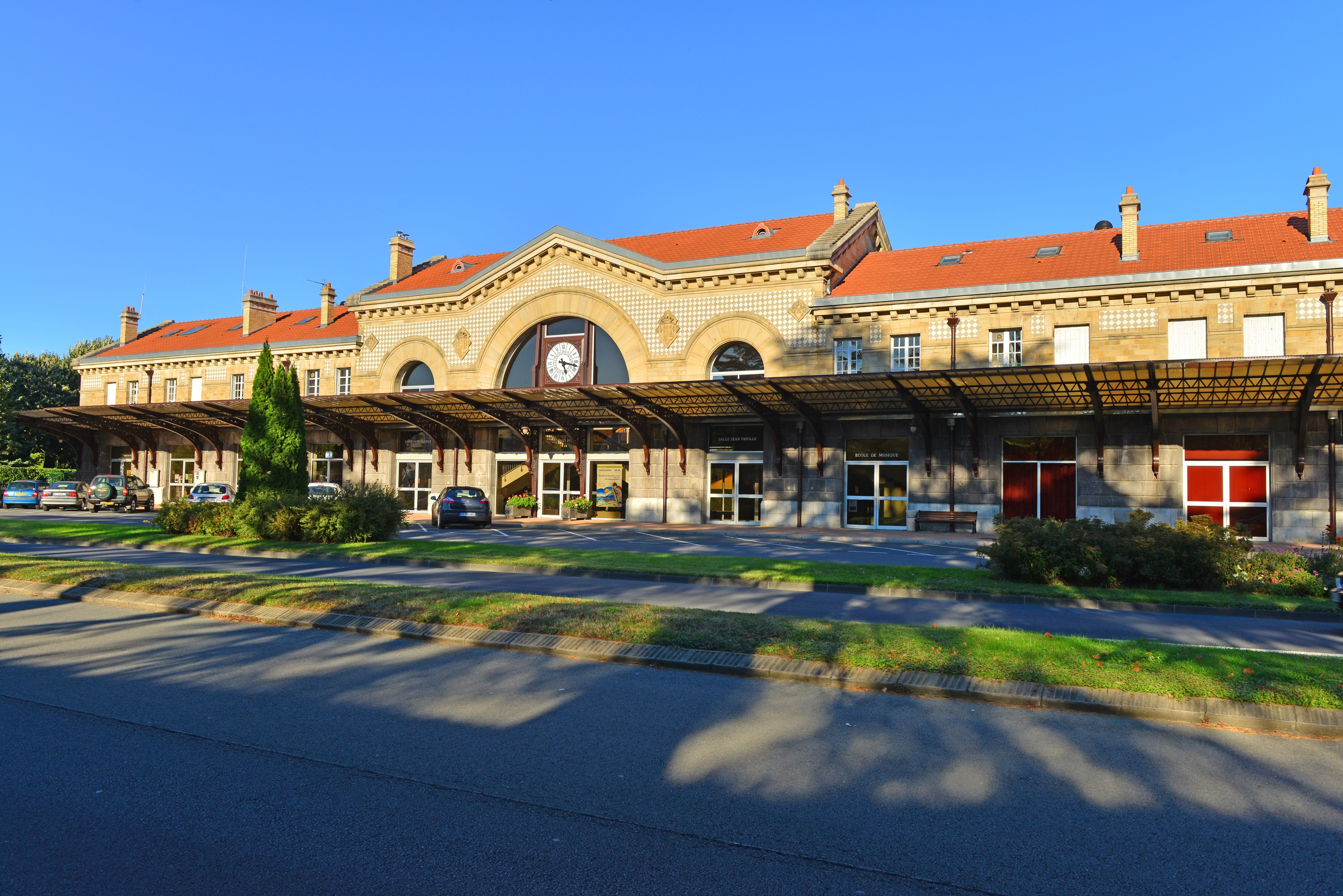
旧シャテル＝ギヨン駅
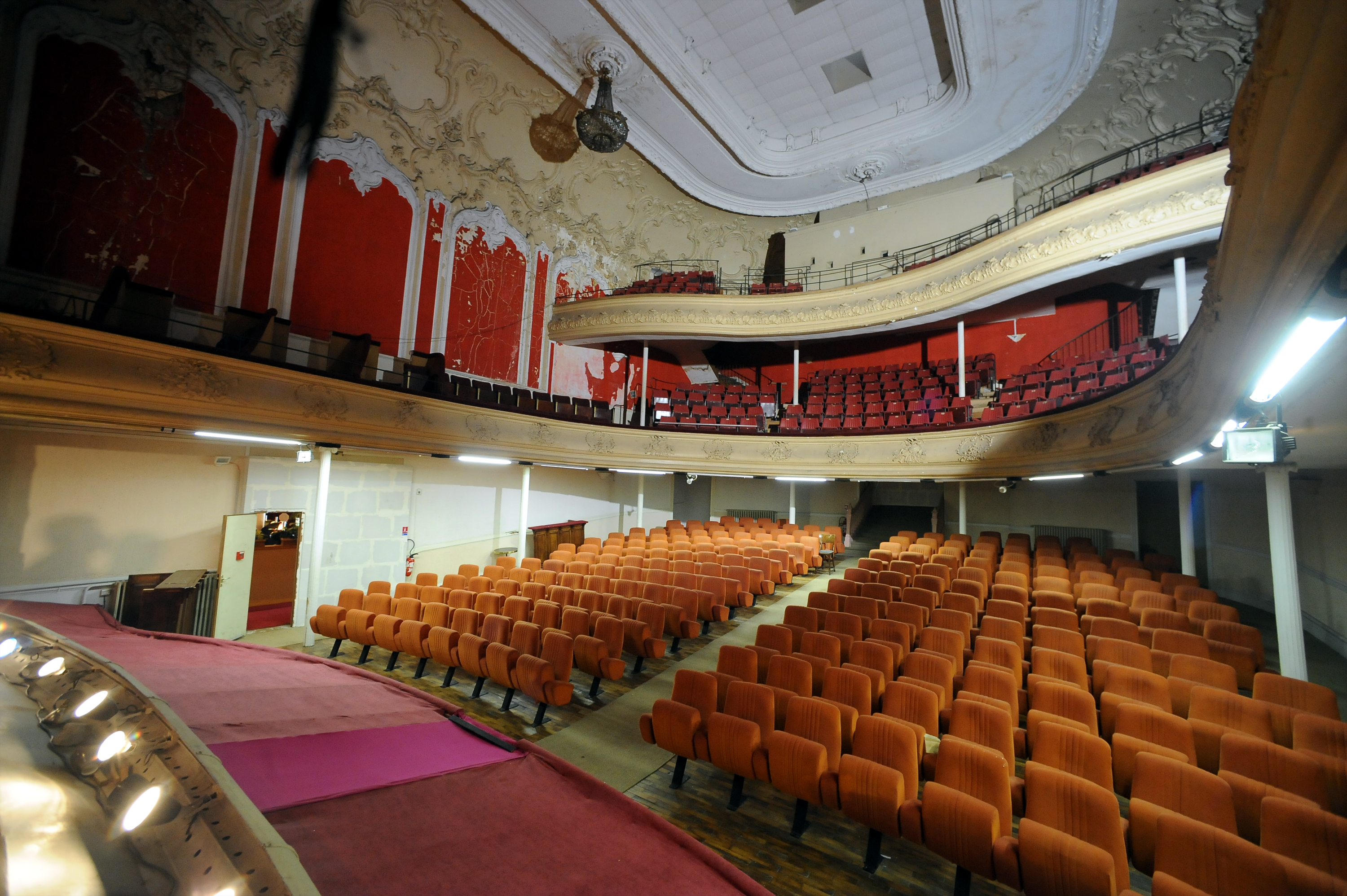
劇場
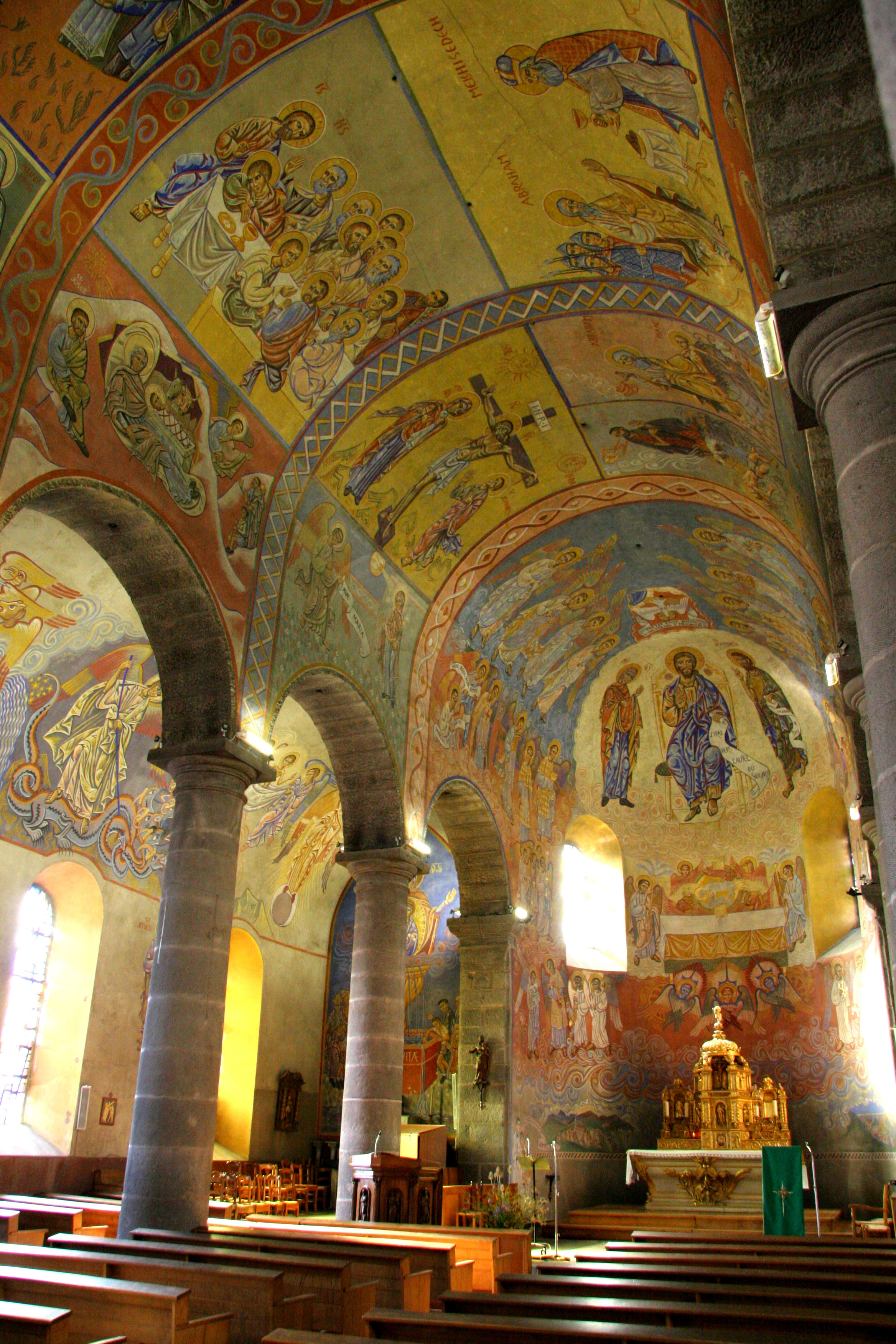
サンタンヌ教会のフレスコ画
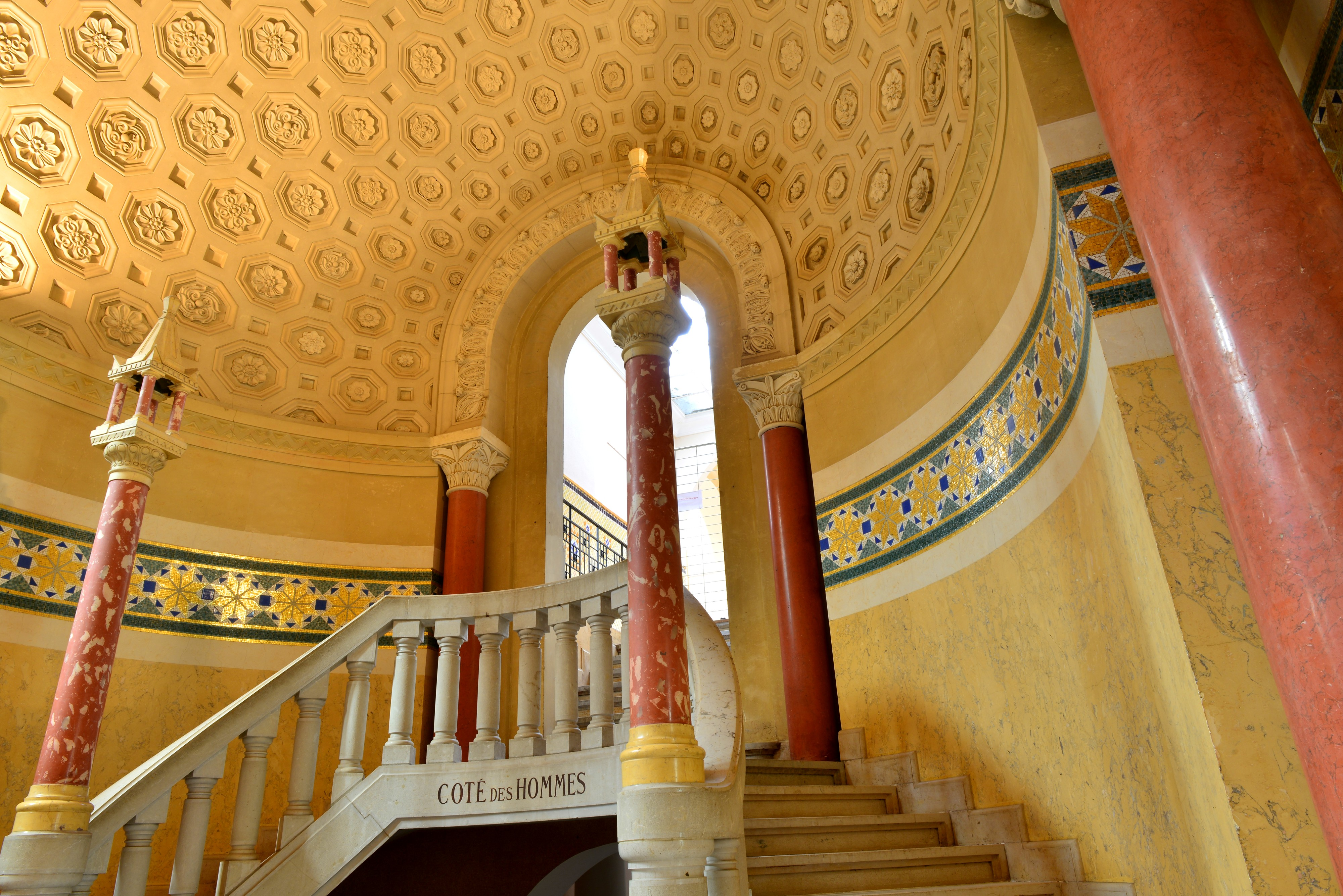
グラン・テルム内部
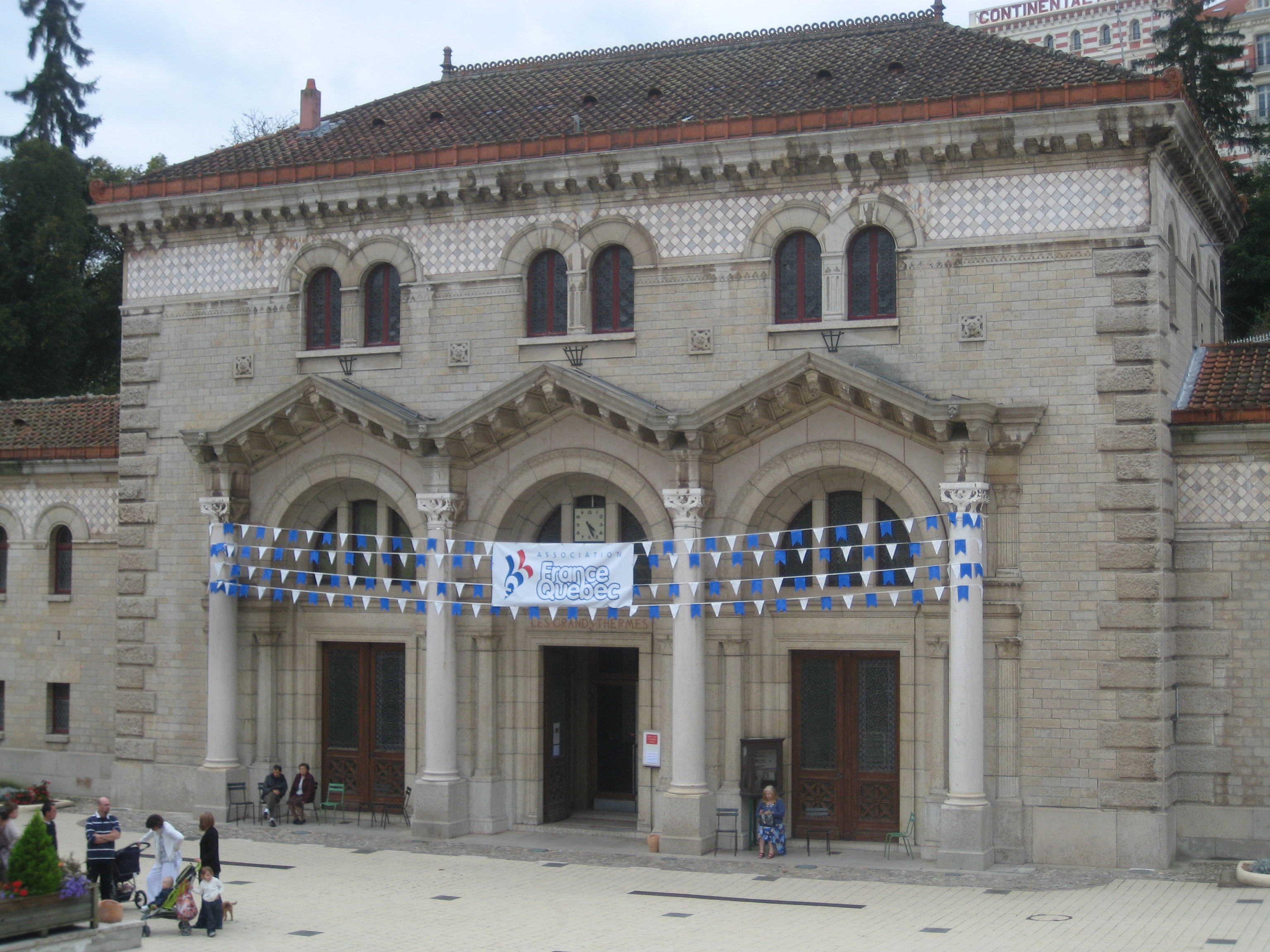
温泉

## 姉妹都市
- モンマニー、カナダ

## ゆかりの人物
- ギ・ド・モーパッサン - 数多くシャテル＝ギヨンに滞在した